# Walsenburg
Walsenburg – miasto w Stanach Zjednoczonych, w stanie Kolorado, siedziba administracyjna hrabstwa Huerfano.